# Thomas Franklin Schneider
 (février 2017).
Pour les articles homonymes, voir Thomas Schneider et Schneider.
Thomas Franklin Schneider (né en 1859 à Washington, D.C., mort en 1938) était un architecte américain, qui a conçu environ 2 000 maisons dans la région de la capitale fédérale.

## Réalisations architecturales
| Nom                       | Adresse                                                                                    | Date    | Construit pour                  | Usage actuel | Image |
| ------------------------- | ------------------------------------------------------------------------------------------ | ------- | ------------------------------- | --- | ----- |
| 12 Logan Circle           | 12 Logan Circle, NW                                                                        |         |                                 | |       |
| 1527 New Hampshire Avenue | 1527 New Hampshire Avenue, NW                                                              | 1889    | Benjamin West Blanchard         | Siège international de la Policy Studies Organization, Siège de l'American Political Science Association, Siège de la société d'honneur Pi Sigma Alpha (en) |       |
|                           | Bloc 900 sur T Street, NW                                                                  |         |                                 | |       |
|                           | Bloc 900 sur Westminster Street, NW                                                        | 1893    |                                 | |       |
| The Albemarle             | 1830 17th Street, NW                                                                       | 1900    |                                 | |       |
| W. Taylor Birch House     | 3099 Q Street, NW                                                                          | 1890    |                                 | |       |
| Cairo Apartment Building  | 1615 Q Street NW                                                                           | 1894    |                                 | Copropriété |       |
| Inn at Forest Glen        | 9610 Dewitt Drive (Silver Spring, Maryland)                                                | 1887    | Forest Glen Improvement Company | Copropriété / Appartements |       |
| The Iowa                  | 1325 13th Street, NW                                                                       | 1901    |                                 | Copropriété |       |
| Moses House               | 2129 Wyoming Avenue, NW                                                                    | 1893    | W.H. Moses, entrepreneur        | Embassy of the Republic of Macedonia in Washington, D.C. (en)                                                                                               |       |
| Panama Legation           | Intersection de New Hampshire Avenue, 18th Street et Q Street, NW                          |         |                                 | Démoli |       |
| Schneider Mansion         | 18th & Q Streets, NW                                                                       | 1891    | Usage personnel                 | Démoli en 1958 |       |
| Schneider Row Houses      | Bloc 1700 sur Q Street, NW                                                                 | 1889-92 | Usage personnel                 | |       |
| Schneider Triangle        | Entouré par Washington Circle, New Hampshire Avenue, K Street, 22nd Street et L Street, NW | 1889    | John W. Paine                   | |       |
| Sprenger & Lang Building  | 20th Street, Hillyer Place et Connecticut Avenue                                           |         |                                 | |       |